# Foxboro Hot Tubs
Foxboro Hot Tubs er et garagerockband, der er et sideprojekt for de fire medlemmer af Green Day. Bandet består af alle Green Days medlemmer; Billie Joe Armstrong, Mike Dirnt, Tré Cool og Jason White, og Kevin Preston fra Prima Donna. Projektet startede i 2007 og har indtil videre resulteret i albummet Stop Drop and Roll!!! fra 2008.